# Куатовка
Куатовка — село в Алтайском крае России. Входит в городской округ город Славгород.

## История
В 1928 году аул Куатовский состоял из 49 хозяйств. Являлся центром Куатовского сельсовета Славгородского района Славгородского округа Сибирского края.

## Население
В 1928 году в ауле проживало 234 человека (129 мужчин и 105 женщин), основное население — киргизы.
| 1997 | 1998 | 1999 | 2000 | 2001 | 2002 | 2003 |
| ---- | ---- | ---- | ---- | ---- | ---- | ---- |
| 70   | ↗77  | ↗90  | ↗96  | ↗98  | ↘96  | ↘88  |
| 2004 | 2005 | 2006 | 2007 | 2008 | 2009 | 2010 |
| ↘77  | ↗91  | ↗92  | →92  | ↘78  | →78  | ↘66  |
| 2011 | 2012 | 2013 |      |      |      |      |
| ↘64  | ↘56  | ↘54  |      |      |      |      |